# Semorinemab
Il semorinemab è un anticorpo monoclonale umanizzato prodotto dalle case farmaceutiche AC Immune e Genentech; esso si lega alla proteina tau, presente sulla superficie esterna delle cellule del sistema nervoso e presunta responsabile del decadimento cognitivo e funzionale che caratterizza la malattia di Alzheimer.

## Storia
La casa farmaceutica AC Immune è stata creata nel 2003; nel 2006 essa ha acquisito i fondi necessari allo sviluppo di un altro anticorpo monoclonale, il crenezumab, in grado di legarsi alle placche di proteina betamiloide del cervello, segno clinico di frequente riscontro nei pazienti affetti dalla patologia di Alzheimer; gli studi sul crenezumab sono stati parzialmente accantonati nel 2019, ma AC Immune ha nel frattempo ricevuto, a partire dal 2012, i fondi per compiere ricerche sul semorinemab.

## Studi clinici
Lo studio clinico chiamato Tauriel sull'efficacia del semorinemab è stato interrotto nel settembre 2020, non avendo mostrato un'efficacia significativa del farmaco durante la fase II.
Un altro studio in fase II, denominato Lauriet, è stato condotto su 272 soggetti affetti da forme moderatamente gravi di malattia di Alzheimer, mostrando nei pazienti a cui veniva somministrato l'anticorpo un deterioramento cognitivo inferiore mediamente del 43% a quello mostrato dal sottogruppo di pazienti che aveva ricevuto il placebo. La buona tollerabilità del farmaco è stata dimostrata, tuttavia non si è rilevato un rallentamento significativo del declino funzionale (svolgimento delle attività quotidiane) nei pazienti trattati con il semorinemab rispetto ai pazienti che hanno ricevuto il placebo.